# Ustrój polityczny Niemiec
Ustrój polityczny Republiki Federalnej Niemiec – demokratyczna republika federalna z jedynym w swoim rodzaju systemem kanclerskim. Podstawowymi konstytucyjnymi zasadami ustrojowymi Republiki Federalnej Niemiec są: federalizm, demokratyzm, zasada państwa socjalnego i zasada podziału władz oraz samorządności.
Niemcy są dobrowolną federacją krajów związkowych zwanych landami. Federalna forma wynikała z historycznego rozbicia na poszczególne kraje oraz z prowadzonej po 1945 r. polityki zwycięskich mocarstw dążących do zachowania złożonej struktury państwa.
Każdy kraj związkowy posiada swój własny rząd i parlament (zwany landtagiem), które posiadają szerokie kompetencje w tworzeniu prawa i sprawowaniu władzy wykonawczej. Na szczeblu federalnym praktycznie cała władza wykonawcza należy do kanclerza – głowy rządu federalnego, który jest wybierany przez niższą izbę parlamentu, czyli Bundestag. Większość władzy prawodawczej należy do niższej izby parlamentu – Bundestagu, która jest wybierana w wyborach mieszanych, proporcjonalno-większościowych z 5-procentową klauzulą zaporową. Wyższa izba parlamentu Bundesrat składa się z delegatów rządów krajowych i pełni głównie rolę kontrolną.
Prezydent Federalny jest formalnie głową państwa, lecz pełni on w zasadzie rolę głównie reprezentacyjną oraz posiada pewną władzę nad systemem sądowniczym. Jego władza nabiera większego znaczenia tylko w czasie kryzysów gabinetowych, kiedy to ma on prawo wskazać kandydata na kanclerza oraz rozwiązać parlament.
Stolicą federalną Niemiec jest Berlin, mieszczą się tam organy ustawodawcze oraz większość ministerstw (pozostałe są w Bonn, mieście o statusie miasta federalnego). Najwyższe organy sądownicze mają siedzibę poza Berlinem, w Karlsruhe i Lipsku, co odpowiada decentralistycznemu modelowi państwa niemieckiego oraz obrazuje niezawisłość trzeciej władzy.

Schemat systemu politycznego Niemiec

## Geneza ustroju
Początki obecnego systemu politycznego Niemiec sięgają 1806 roku, kiedy to na gruzach rozbitej przez Napoleona Rzeszy Niemieckiej (Świętego Cesarstwa Rzymskiego) powstał Związek Reński. Była to dość luźna konfederacja niepodległych państw niemieckich (bez udziału największych: Austrii i Prus) uznających protektorat Napoleona. Dziewięć lat później, na kongresie wiedeńskim, powołano do życia Związek Niemiecki, obejmujący wszystkie państwa niemieckie, pod przewodnictwem Austrii. Jego egzystencja zakończyła się na skutek wojny prusko-austriackiej, która wybuchła w 1866 roku, w której wyniku państwa północnoniemieckie pod przewodnictwem Prus utworzyły Związek Północnoniemiecki (sprzyjające Austrii Królestwo Hanowerskie i Hesję Elektorską anektowano do Prus, wzmacniając dodatkowo ich pozycję w Niemczech).
W 1871 roku, po zwycięskiej wojnie z Francją, udało się przyciągnąć do Związku południowe państwa katolickie (bez Austrii) i utworzyć Cesarstwo Niemieckie. Na mocy Konstytucji Rzeszy Niemieckiej z 1871 roku, Cesarstwo Niemieckie składało się z 25 państw związkowych, które zresztą dominowały w Cesarstwie nad innymi państwami niemieckimi. Cesarzem zostawał ex officio król Prus. Cesarz miał szeroki zakres władzy, przede wszystkim w polityce zagranicznej i wojskowości. Do jego najważniejszych prerogatyw należało mianowanie kanclerza, za pośrednictwem którego sprawował rządy na szczeblu ogólnopaństwowym. Państwa członkowskie zachowały swoich władców, którzy razem stanowili suwerenną substancję państwa, z cesarzem jako przewodniczącym tego grona. Władzę ustawodawczą pełnił Reichstag (pol. Sejm Rzeszy) i Rada Związku oraz na szczeblu lokalnym Landtagi (pol. sejmy krajowe) państw członkowskich.
Monarchia upadła w 1918 roku, m.in. na skutek niepowodzeń podczas I wojny światowej. 9 listopada 1918 roku proklamowano powstanie republiki niemieckiej. 11 sierpnia 1919 roku Prezydent Rzeszy Friedrich Ebert podpisał nową konstytucję, popartą przez Socjaldemokratyczną Partię Niemiec, Niemiecką Partię Centrum i Niemiecką Partię Demokratyczną. Przeciwni byli członkowie Narodowo-Niemieckiej Partii Ludowej, Niemieckiej Partii Ludowej i Niezależnej Socjaldemokratycznej Partii Niemiec. Konstytucja weszła w życie 14 sierpnia 1919.
Główne postanowienia konstytucji Niemiec z 1919 roku (Republika Weimarska):
- uznanie za suwerena władzy w państwie całego narodu niemieckiego w miejsce głów państw związkowych,
- nadanie państwu niemieckiemu charakteru związkowego,
- wprowadzenie zasady trójpodziału władz,
- izba wyższa – Rada Rzeszy (niem. Reichsrat), w której skład wchodzili delegaci poszczególnych krajów związkowych, jej przewodniczącym był kanclerz,
- izba niższa – Sejm Rzeszy (niem. Reichstag), w której zasiadali posłowie wybierani w wyborach powszechnych; wydawała ustawy, kontrolowała rząd itp.,
- prezydent – wybierany w głosowaniu powszechnym przez naród (w takiej samej drodze mógł być również przez naród odwołany ze stanowiska), mianuje kanclerza, a na jego wniosek także ministrów, jedną z jego kompetencji jest rozwiązywanie Reichstagu w określonych przypadkach i zarządzanie przeprowadzania referendum, akty rządowe wymagały dla swojej ważności podpisu prezydenta; pierwszym prezydentem został Friedrich Ebert,
- kanclerz – powoływany przez prezydenta, któremu przedstawiał wnioski o nominację na stanowiska ministerialne dla konkretnych osób, określał kierunki polityki rządu, za której prowadzenie ponosił polityczną odpowiedzialność przed parlamentem.

Okres Republiki Weimarskiej zakończył się wraz z dojściem Adolfa Hitlera do władzy w 1933 roku. Okres jego rządów to faktyczne odejście od jakichkolwiek demokratycznych zasad w funkcjonowaniu państwa mimo zachowania pozorów praworządności (ustawa o pełnomocnictwach).
W następstwie klęski militarnej w II wojnie światowej, 8 maja 1945 roku Niemcy nazistowskie skapitulowały, a kraj znalazł się pod okupacją czterech mocarstw alianckich: Stanów Zjednoczonych, Wielkiej Brytanii, Francji i Związku Socjalistycznych Republik Radzieckich, które podzieliły go na cztery strefy okupacyjne. Władzę sprawowała w tym okresie Sojusznicza Rada Kontroli z siedzibą w Berlinie, w której skład wchodzili komendanci wojskowi mocarstw alianckich. Zdecydowała ona m.in. o rozwiązaniu państwa pruskiego, zaś na jego terenach utworzono nowe małe państwa niemieckie. Było to rozwiązanie tymczasowe, ponieważ już w czerwcu 1948 roku miała miejsce narada w Londynie, podczas której państwa zachodnie odrzuciły propozycję ZSRR, zmierzającą do utworzenia jednego rządu ogólnoniemieckiego. Stało się jasne, iż Niemcy zostaną podzielone na dwa odrębne państwa, które dostaną się w różne strefy wpływów. Sprzeczne koncepcje zachodnich aliantów co do przyszłego charakteru Niemiec jako państwa lub luźnej federacji, a także partykularne interesy głównych stronnictw politycznych doprowadziły ostatecznie do powstania zrębów obecnego ustroju państwa.
1 września 1948 roku w Bonn zebrała się, złożona z delegatów parlamentów 11 zachodnich krajów związkowych, Rada Parlamentarna, której przewodniczył Konrad Adenauer. 8 maja 1949 roku Rada uchwaliła Ustawę Zasadniczą Republiki Federalnej Niemiec. Po ratyfikacji przez poszczególne kraje związkowe (z wyjątkiem Bawarii) i zatwierdzeniu przez władze okupacyjne, 23 maja 1949 roku została podpisana przez członków Rady oraz premierów i przewodniczących parlamentów krajowych, a następnego dnia weszła w życie. Istnienie konstytucji nie implikowało jednak pełnej suwerenności państwa – pełnia władzy leżała wciąż w rękach Wysokiej Komisji Alianckiej. Dopiero w 1951 roku RFN nawiązała samodzielne stosunki dyplomatyczne, a wkrótce potem została przyjęta do Unii Zachodnioeuropejskiej i NATO. 17 maja 1968 RFN stała się państwem całkowicie suwerennym. W 1973 roku została przyjęta do ONZ.
Tymczasem na wschodzie, 7 października 1949 roku, powstała Niemiecka Republika Demokratyczna. W konstytucji NRD widoczne były nawiązania do konstytucji z roku 1919 (m.in. podział administracyjny na kraje związkowe, utrzymany do 1952 roku). W 1960 roku zlikwidowano jednak stanowisko prezydenta, którego zastąpiła kolegialna Rada Państwa. Ostatecznie charakter państwa zmieniła socjalistyczna Konstytucja NRD z 6 kwietnia 1968 roku.
Po latach „zimnej wojny”, wzrost niewydolności gospodarczej i politycznej Związku Radzieckiego wymusił na kierownictwie KPZR wprowadzenie w drugiej połowie lat 80. pewnych reform. Przywódca ZSRR Michaił Gorbaczow ogłosił okres tak zwanej pieriestrojki. Zmiany polityczne w ZSRR szybko wpłynęły na rozwój tłumionych dotychczas ruchów demokratycznych i niepodległościowych w podporządkowanych mu państwach europejskich.
Masowe demonstracje w NRD przeciwko rządom Ericha Honeckera zwane „demonstracjami poniedziałkowymi” doprowadziły do jego rezygnacji w październiku 1989 roku. Nowy rząd zniósł 9 listopada 1989 roku ograniczenia w podróżowaniu do RFN. Na wieść o nowych przepisach obywatele NRD ruszyli natychmiast masowo na granicę. Służby graniczne nie potrafiąc zapanować nad rozwojem sytuacji zdecydowały się ustąpić i otworzyć granice. Niemcy z obu państw jeszcze tej samej nocy przystąpili do spontanicznego burzenia muru berlińskiego.
W listopadzie 1989 roku kanclerz RFN Helmut Kohl ogłosił 10-punktowy plan zjednoczenia. 18 marca 1990 r. odbyły się ostatnie wybory do Izby Ludowej NRD. 17 czerwca 1990 r. dokonała ona zasadniczej zmiany charakteru państwa, upodabniając je do RFN. W lipcu tego samego roku wszedł w życie układ o unii walutowej, zaś po serii tzw. konferencji 2+4 zawarto 12 września 1990 w Moskwie porozumienia pomiędzy RFN a NRD oraz byłymi mocarstwami alianckimi (USA, Francją, ZSRR oraz Wielką Brytanią) regulujące sprawy zagraniczne i kształt granic nowego państwa. 31 sierpnia 1990 r. podpisano w Berlinie układ między obydwoma państwami niemieckimi o ustanowieniu jedności kraju, który to wszedł w życie 3 października tego samego roku. Dzień ten stał się świętem państwowym, obchodzonym jako Dzień Jedności.

## Konstytucja RFN

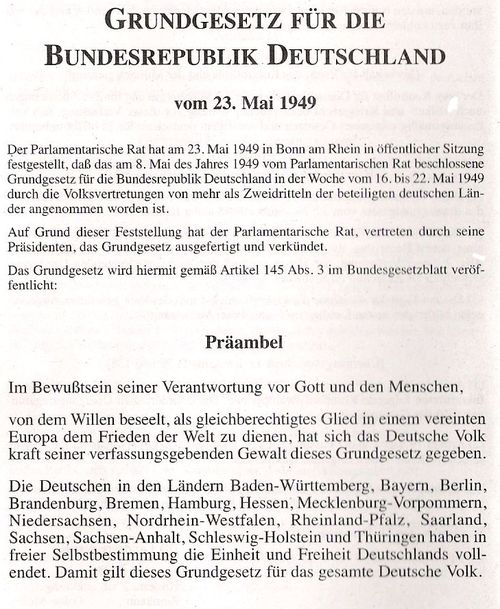
Preambuła konstytucji RFN z 23 maja 1949 roku

Konstytucja RFN z 23 maja 1949 roku nosi nazwę Ustawy Zasadniczej (niem. Grundgesetz), co miało podkreślać jej tymczasowość. Składa się ze 146 artykułów, podzielonych na 14 rozdziałów. Na początku tekstu ustawy zasadniczej znajduje się preambuła. Konstytucję RFN nowelizowano 42 razy.
Konstytucjonaliści niemieccy wyróżniają w konstytucji cztery zasady naczelne, o szczególnym znaczeniu dla kształtu państwa:
- Zasada federalizmu – RFN tworzy 16 krajów związkowych (landów), które mają charakter państw o ograniczonej suwerenności. Granice, liczba i nazwa krajów związkowych mogą natomiast ulec zmianie. Obecnie są to:
  - Tzw. stare kraje związkowe (Alte Bundesländer, wchodzące w skład RFN od 1949, 1952 lub 1957 roku):
Badenia-Wirtembergia – Bawaria – Brema – Dolna Saksonia – Hamburg – Hesja – Nadrenia Północna-Westfalia – Nadrenia-Palatynat – Saara – Szlezwik-Holsztyn.
  - Tzw. nowe kraje związkowe (Neue Bundesländer, leżące na terytorium dawnej NRD i przyłączone do federacji w 1990):
Berlin[a] – Brandenburgia – Meklemburgia-Pomorze Przednie – Saksonia – Saksonia-Anhalt – Turyngia.

Każdy z krajów związkowych posiada własną konstytucję (która nie wymaga zatwierdzenia przez władze federalne), ograniczone prawa utrzymywania stosunków międzynarodowych, własny rząd, parlament i sądownictwo. Każdy land wysyła swoich przedstawicieli do Bundesratu. Art. 30 Konstytucji zawiera zasadę domniemania kompetencji na rzecz landów, stanowiąc, że jeżeli konstytucja nie przyznaje wyraźnie federacji jakichś uprawnień, wówczas należą one do kompetencji landów.
- Zasada państwa socjalnego – pkt. 1 art. 20 konstytucji mówi, iż Niemiecka Republika Federalna jest demokratycznym i socjalnym państwem federalnym[17]. W związku z tą zasadą państwo niemieckie zapewnia pomoc jednostkom i grupom jej potrzebującym.
- Demokratyzm – naród jest jedynym suwerenem władzy w państwie niemieckim. Rządy muszą działać na zasadzie reprezentacji poglądów politycznych społeczeństwa, a każdemu gwarantowane są prawa i wolności obywatelskie. Państwo nie może ingerować w żadnym stopniu w sferę poszanowania godności ludzkiej. Na straży przestrzegania praw i wolności stoją sądy, z Federalnym Sądem Konstytucyjnym na czele.
- Zasada podziału władz i samorządności – władza sprawowana za pomocą organów państwowych, pochodzących z wyborów bezpośrednich lub pośrednich, których struktura oparta jest na trójpodziale władzy. Niedopuszczalne jest podejmowanie jakichkolwiek decyzji w drodze referendum na szczeblu centralnym (regulacja będąca odbiciem obaw przed ponownym dojściem do władzy osoby pokroju Hitlera, który instytucję referendum wykorzystywał nader często dla legitymizacji swojej władzy). Wyjątkiem tutaj jest tylko zmiana granic pomiędzy krajami[18].

Art. 21 konstytucji wprowadza regulacje dotyczące funkcjonowania partii politycznych (kolejne uregulowanie motywowane tragicznymi wydarzeniami historycznymi), jako współdziałających w politycznym kształtowaniu się woli narodu.

## Parlament Federalny

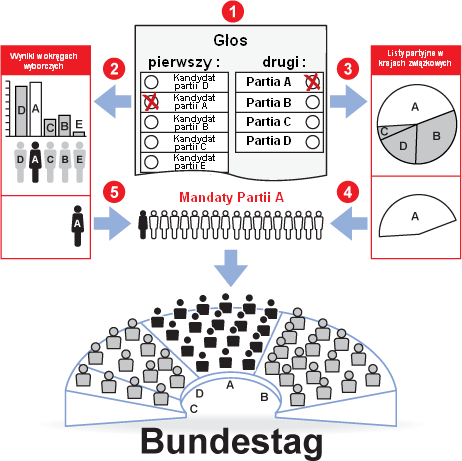
Schemat wyborów do Bundestagu

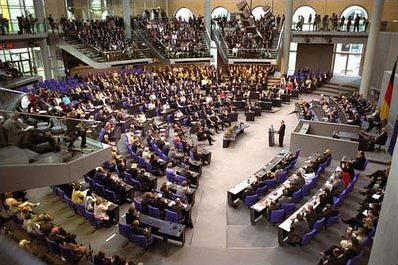
Posiedzenie plenarne Bundestagu

Parlament RFN składa się z dwóch izb:
- Bundestagu – izby będącej reprezentacją ogólnopaństwową, zasiadają w niej deputowani wybierani w wyborach przeprowadzanych na terenie całej republiki federalnej,
- Bundesratu – izby składającej się z delegatów rządów poszczególnych krajów związkowych.

### Bundestag
Liczba posłów w Bundestagu nie jest stała, konstytucja jej nie określa. Ustalana jest w ordynacji wyborczej. Deputowani do Bundestagu wybierani są na czteroletnią kadencję, rozpoczynającą się w dniu pierwszego posiedzenia.
System wyborczy w Niemczech jest systemem mieszanym. Stanowi on połączenie zasady większości i proporcjonalności. Połowa składu izby (obecnie 299 deputowanych) wybierana jest w okręgach jednomandatowych, gdzie mandat otrzymuje ten kandydat, który osiągnął większość względną (czyli dostał więcej głosów niż jego konkurenci). Pozostała połowa składu (również 299 deputowanych) izby pochodzi natomiast z list partyjnych, przygotowywanych przez poszczególne partie dla każdego kraju związkowego. W wyborach każdy wyborca dysponuje dwoma głosami – jeden oddaje na indywidualnego kandydata w okręgu wyborczym, natomiast drugi – na listę partyjną.
Procedura obliczania głosów i przyznawania na ich podstawie mandatów jest wieloetapowa. Najpierw miejsca w Bundestagu otrzymują ci, którzy zwyciężyli w okręgach jednomandatowych. Są to tzw. mandaty bezpośrednie. Pozostałe mandaty rozdzielane są na podstawie głosów oddanych na listy partyjne, za pomocą metody Sainte-Laguë (do 2005 roku włącznie stosowana była metoda Hare’a-Niemeyera). W systemie niemieckim może wystąpić zjawisko tzw. mandatów nadwyżkowych – pojawia się wtedy, gdy liczba mandatów uzyskanych głosami pierwszymi, przekracza liczbę miejsc, jaka przypadałaby partii na podstawie „głosów drugich”. Partia zatrzymuje wówczas dodatkowo te mandaty, a liczba deputowanych w Bundestagu wzrasta o liczbę owych mandatów nadwyżkowych (niem. Überhangmandate). Obecnie w Bundestagu zasiada 24 deputowanych z mandatów nadwyżkowych.
Dodatkowo na ostateczny kształt izby wpływ może mieć tzw. klauzula zaporowa, czyli próg wyborczy (niem. Sperrklausel). Partia, która nie przekroczyła progu 5% oddanych głosów w skali ogólnopaństwowej, traci wszystkie głosy oddane na listy partyjne. W praktyce uniemożliwia to dostanie się do Bundestagu, chyba że kandydaci tej partii otrzymali co najmniej 3 mandaty bezpośrednie.
Zgodnie z powyższym, obecnie w Bundestagu zasiada 735 deputowanych (po wyborach w 2021 roku).
Bundestag działa w sposób permanentny. Okres posiedzeń wynosi 14 dni, następnie następuje przerwa trwająca tydzień.
Bundestag wybiera ze swojego składu bezwzględną większością głosów prezydenta (przewodniczącego) Bundestagu, który kieruje pracami izby. Najczęściej jest to przedstawiciel najsilniejszej partii politycznej reprezentowanej w Bundestagu. Jednocześnie wybiera się czterech wiceprzewodniczących, każdego z innej partii. Razem z prezydentem Bundestagu tworzą oni prezydium Bundestagu.
Innym organem Bundestagu jest Rada Seniorów, pełniąca funkcje doradcze względem prezydenta izby. W skład Rady wchodzą członkowie prezydium oraz 23 członków, wyłanianych przez poszczególne partie, proporcjonalnie do ich reprezentacji w izbie.
Bundestagowi w sprawach kontroli nad armią doradza pełnomocnik do spraw wojskowych (niem. Wehrbeauftrager).
W Bundestagu pracują także komisje, które podzielić można na stałe, nadzwyczajne i powoływane dla załatwienia określonych spraw. Ich członkowie są powoływani i odwoływani przez izbę.

### Bundesrat
Bundesrat (dosł. Rada Federalna) składa się z przedstawicieli rządów krajowych. Ich liczbę konstytucja uzależnia od liczby głosów należących do danego landu. Te zaś zależą od liczby jego ludności. Minimalnie kraj związkowy może posiadać 3 głosy. Kraje mające ponad 2 mln ludności posiadają 4 głosy, powyżej 6 mln mieszkańców – 5 głosów, a ponad 7 mln – 6 głosów. Do 1990 roku w Bundesracie było 41 przedstawicieli rządów krajowych i 4 pochodzących z Berlina Zachodniego; po zjednoczeniu Niemiec izba liczy 69 członków. Układ sił w Radzie wiąże się z federacyjną strukturą Niemiec, nadając większe niż wynikałoby to z wielkości znaczenie mniejszym krajom.
| Liczba mieszkańców | Miejsca | Kraj związkowy                                                                              |
| ------------------ | ------- | ------------------------------------------------------------------------------------------- |
| > 7 milionów       | 6       | Badenia-Wirtembergia Bawaria Dolna Saksonia Nadrenia Północna-Westfalia                     |
| 6–7 milionów       | 5       | Hesja                                                                                       |
| 2–6 milionów       | 4       | Berlin Brandenburgia Nadrenia-Palatynat Saksonia Saksonia-Anhalt Szlezwik-Holsztyn Turyngia |
| < 2 miliony        | 3       | Brema Hamburg Meklemburgia-Pomorze Przednie Saara                                           |
| Razem              | 69      |                                                                                             |

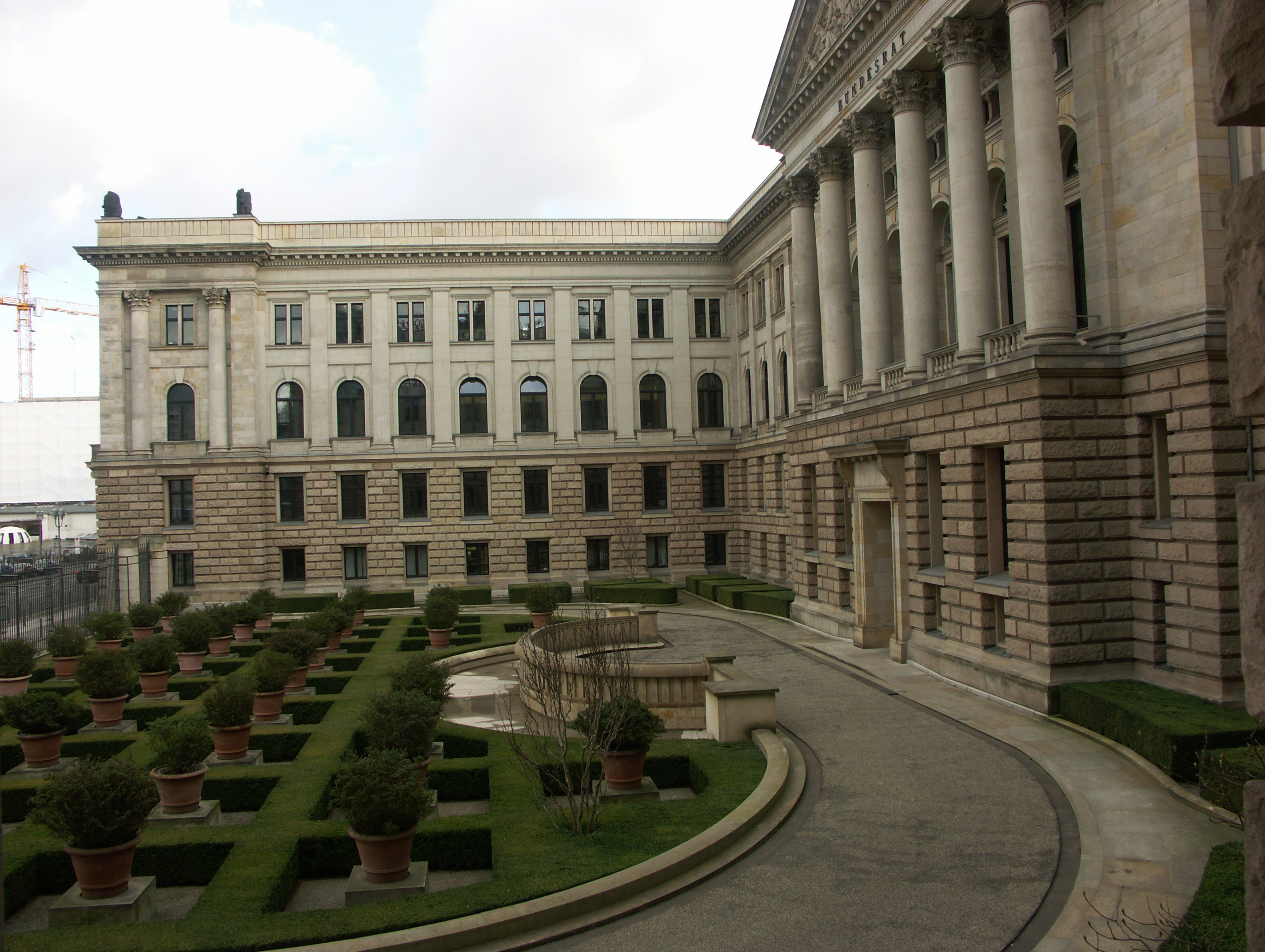
Siedziba Bundesratu w Berlinie

Członkowie Bundesratu posiadają tzw. mandat imperatywny. Oznacza to, iż są oni związani instrukcjami swoich rządów i muszą głosować w sposób przez nie nakazany. Głosy krajów muszą być oddawane jednolicie (en bloc). W przypadku jakichkolwiek rozbieżności, oddane głosy kraju związkowego są nieważne.
Pracami Rady Federalnej kieruje prezydent (przewodniczący) Bundesratu, funkcję tę sprawują kolejno szefowie poszczególnych rządów krajowych. Prezydent Bundesratu zwołuje, otwiera, odracza i zamyka posiedzenia izby. Musi zwołać posiedzenie Rady Federalnej jeżeli zażądają tego kraje federacji lub rząd państwa związkowego. Prezydent Bundesratu może przejąć funkcje prezydenta RFN, jeżeli ten nie jest w stanie pełnić swojej funkcji. Prezydent Rady przewodniczy także ciału kolegialnemu, w skład którego wchodzą wysłannicy każdej z reprezentacji rządowej. Ciało to ma charakter pomocniczy i doradczy względem prezydenta Bundesratu.
Bundesrat:
- posiada tylko ograniczone uprawnienia ustawodawcze,
- nie bierze udziału w pociąganiu do odpowiedzialności politycznej rządu,
- ma prawo postawiania prezydenta RFN w stan oskarżenia[24],
- bierze udział w wyborze sędziów Federalnego Trybunału Konstytucyjnego.

Rząd jest zobowiązany przez odpowiedni zapis w konstytucji do bieżącego informowania Bundesratu o stanie spraw, co wydaje się umożliwiać izbie wywieranie pewnych nacisków na kierunki prowadzenia polityki przez rząd federalny.

## Kanclerz i rząd federalny
Rząd federalny (niem. Bundesregierung) składa się z Kanclerza Federalnego (niem. Bundeskanzler) i ministrów federalnych. Kanclerz wybierany jest w następującej drodze:
- kandydata desygnuje prezydent, musi go zaakceptować parlament bezwzględną większością głosów,
- jeżeli kandydat prezydenta nie uzyska wymaganej większości głosów, prawo nominacji przechodzi na parlament, który desygnuje własnego kandydata, którego musi wybrać również większością bezwzględną,
- jeżeli w ciągu 14 dni nie dokona wyboru kanclerza większością bezwzględną, może przystąpić do wyboru zwykłą większością (tzw. kanclerz mniejszości). Wówczas jednak kandydatura musi zostać poparta przez minimum 1/4 ogólnej liczby głosów.[potrzebny przypis]

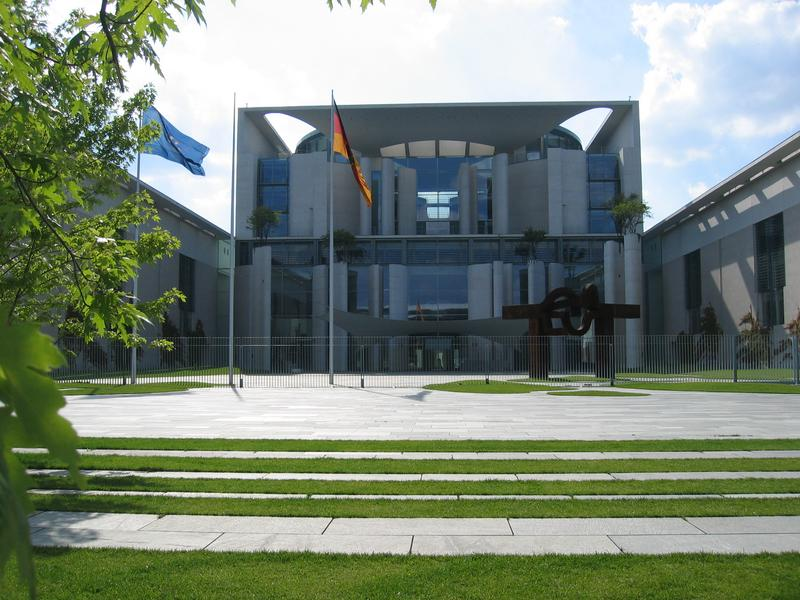
Siedziba kanclerza, Berlin

Prezydent nie może odmówić mianowania kanclerza wybranego bezwzględną większością głosów. Natomiast jeżeli został wybrany większością zwykłą, wtedy prezydent może albo go mianować, albo rozwiązać parlament i zarządzić nowe wybory.
Kanclerz kieruje pracami rządu i określa jego skład. Kanclerz przedstawia prezydentowi wnioski o nominacje określonych osób na stanowiska ministrów. Prezydent nie może odmówić mianowania ministrem kandydata przedstawionego przez kanclerza.
Kanclerz wyznacza także jednego z członków gabinetu na wicekanclerza. Przeważnie otrzymuje on również tekę ministra spraw zagranicznych. Zwykle wicekanclerz pochodzi z mniejszej partii spośród tych, które tworzą koalicję.
Konstytucja RFN przewiduje instytucję tzw. konstruktywnego wotum nieufności. Parlament może wyrazić kanclerzowi wotum nieufności tylko w przypadku, kiedy jednocześnie dokona wyboru jego następcy, za pomocą bezwzględnej większości głosów. Jeżeli taka większość nie może się ukonstytuować, wówczas albo prezydent rozwiązuje parlament i rozpisuje nowe wybory, albo udziela poparcia kanclerzowi mniejszości i mianuje go. Parlament nie może wyrazić wotum nieufności wobec pojedynczego ministra, ale od razu wobec całego rządu (tzw. en bloc).
Kanclerz może także wykorzystywać instytucję wotum zaufania. Szef rządu zwraca się z wnioskiem o udzielenie mu wotum zaufania, mogąc połączyć go z projektem ustawy lub innego aktu prawnego. Wniosek musi zostać przyjęty bezwzględną większością głosów. W przeciwnym wypadku rząd upada, a parlament musi wybrać nowego kanclerza lub przynajmniej kanclerza mniejszości, aby liczyć na to, że prezydent nie zdecyduje się na jego rozwiązanie.
Kanclerz może również zgłosić do Prezydenta Federalnego wniosek o ogłoszenie stanu wyższej konieczności ustawodawczej. Zgodę na to musi wyrazić również Bundesrat. Podczas jego trwania, każdy rządowy projekt ustawy odrzucony przez Bundestag, może być po uzyskaniu zgody Bundesratu uznany za obowiązujące prawo. Wyjątkiem jest zmiana konstytucji. Stan wyższej konieczności ustawodawczej może trwać maksymalnie 6 miesięcy i może być ogłoszony tylko raz przez danego kanclerza.

## Prezydent Federalny
Prezydent Federalny (niem. Bundespräsident) wybierany jest na kadencję trwającą 5 lat przez Zgromadzenie Federalne (niem. Bundesversammlung). Ciało to składa się w połowie z członków Bundestagu i w połowie z członków wybranych przez przedstawicielstwa krajów związkowych na zasadzie wyborów proporcjonalnych. Kandydat wybierany jest na to stanowisko, jeżeli otrzyma bezwzględną większość głosów. Jeżeli w ciągu dwóch tur głosowań nikomu nie uda się osiągnąć takiej przewagi, zwycięża ten, kto otrzymał względną większość głosów. Dopuszczalny jest tylko jeden ponowny wybór danej osoby na to stanowisko. Kandydat musi mieć ukończone 40 lat i posiadać prawo wyborcze do Bundestagu.
Prezydent RFN:
- reprezentuje państwo na zewnątrz,
- zawiera umowy z innymi państwami,

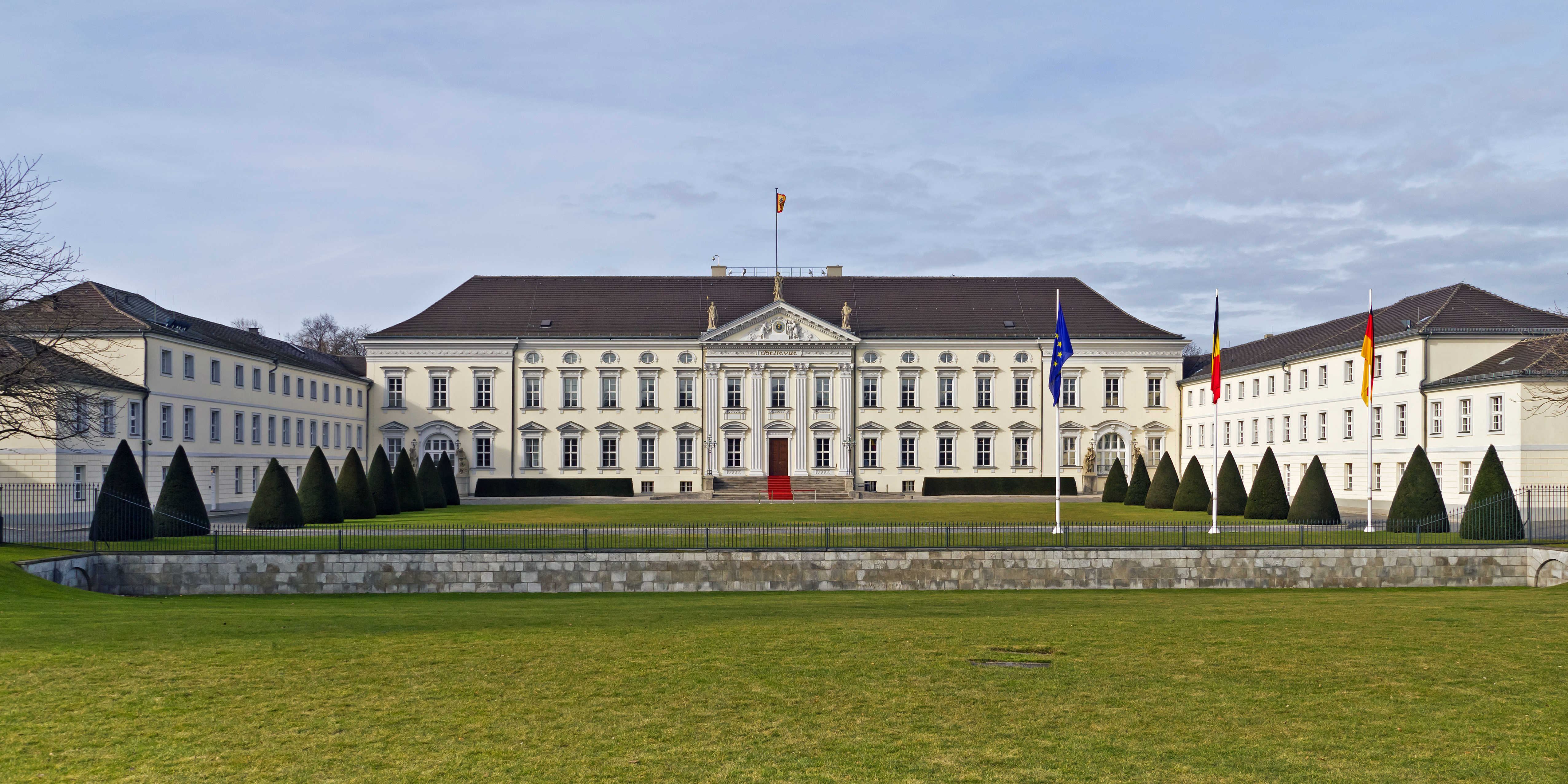
Pałac Bellevue w Berlinie – siedziba prezydenta RFN

- wysyła i przyjmuje przedstawicieli dyplomatycznych,
- mianuje i odwołuje najwyższych urzędników państwowych, m.in. sędziów związkowych,
- wskazuje kandydata na kanclerza[25],
- na wniosek rządu rozwiązuje parlament, gdy postawiony przez kanclerza wniosek o wotum zaufania zostanie odrzucony[28],
- na wniosek rządu wprowadza stan wyższej konieczności ustawodawczej[28],
- posiada prawo łaski.

Akty urzędowe prezydenta wymagają kontrasygnaty kanclerza lub właściwego ministra. Wyjątkiem jest mianowanie i odwoływanie kanclerza oraz rozwiązywanie parlamentu.
Prezydent nie odpowiada politycznie przed parlamentem.

## Proces ustawodawczy
Prawo inicjatywy ustawodawczej przysługuje rządowi federalnemu, Bundesratowi, a w ramach Bundestagu frakcji politycznej lub grupie przynajmniej 5 proc. składu izby. Poszczególne ustawy uchwalane są przez Bundestag we współpracy z Bundesratem. Konstytucja federalna wskazuje na konkretne przypadki, w których niezbędna jest zgoda Bundesratu na przyjęcie danego aktu prawnego przez Bundestag. Obecnie jest to ok. 30 proc. wszystkich uchwalanych ustaw. W przypadku pozostałych istnieje jedynie możliwość wniesienia sprzeciwu przez Bundesrat, który jednak może zostać odrzucony przez Bundestag.
Gdy pojawia się brak jednomyślności obu izb, możliwe jest powołanie komisji mediacyjnej, w skład której wchodzą przedstawiciele obu izb – po 16 osób. Ciało takie kończy swoje prace wraz z przedłożeniem propozycji osiągnięcia jednomyślności. Nie posiada ono jednak uprawnienia do samodzielnego podejmowania decyzji w imieniu Bundestagu i Bundesratu.
Kolejnym etapem federalnego procesu ustawodawczego jest podpisanie uchwalonego aktu prawnego przez prezydenta Niemiec. Promulgacja nie może się jednak odbyć bez kontrasygnaty odpowiednich członków rządu federalnego. Końcowym aktem całości procedury jest publikacja danej ustawy w Federalnym Dzienniku Ustaw. Ustawa zazwyczaj wchodzi w życie w 14 dni od czasu jej publikacji, choć jej przepisy mogą stanowić inaczej.

## System sądowniczy
System sądowniczy w RFN opiera się na zasadzie niezawisłości sędziów i minimum dwuinstancyjnym orzekaniem spraw.
System sądowniczy RFN składa się z trzech rodzajów sądów:
- sądy zwykłe – zajmujące się najpopularniejszymi sprawami kryminalnymi i cywilnymi,
- sądy wyspecjalizowane – zajmujące się sprawami administracyjnymi, z zakresu prawa pracy, finansów i prawa patentowego,
- sądy konstytucyjne – skupiają się na badaniu hierarchicznej zgodności ze sobą aktów prawnych, również z konstytucją.

Sądy zwykłe mają konstrukcję czteroszczeblową. Na najniższym szczeblu są to sądy lokalne (niem. Amtsgerichte), zajmujące się sprawami karnymi i cywilnymi małej wagi. Spełniają także rutynowe obowiązki sądów rejestrowych, takie jak np. rejestracja przedsiębiorstw, fundacji lub stowarzyszeń. Orzekanie w większości spraw zgłaszanych na wokandę sądów lokalnych jest jednoosobowe. Jednak w sprawach, w których czyn oskarżonego zagrożony jest karą więzienia przekraczającą 2 lata, sędziemu zawodowemu towarzyszy dwóch ławników.
Wyższy szczebel sądów zwykłych to sądy regionalne (niem. Landgerichte), podzielone na dwie sekcje: dla rozpatrywania poważniejszych spraw karnych i cywilnych. Funkcjonują one formalnie w składach trzech sędziów, w praktyce jednak najczęściej jednego. Sądy regionalne są drugą instancją dla sądów lokalnych, a pierwszą dla poważniejszych spraw karnych i cywilnych.
Powyżej w hierarchii znajdują się krajowe sądy apelacyjne (niem. Oberlandesgerichte), będące drugą instancją dla spraw rozpatrywanych przez sądy regionalne w pierwszej instancji. Są też pierwszą instancją w sprawach oskarżeń o zdradę stanu i działalność antykonstytucyjną. Ostatnim szczeblem w organizacji sądów zwykłych jest sąd najwyższy, czyli Federalny Trybunał Sprawiedliwości (niem. Bundesgerichtshof) z siedzibą w Karlsruhe. Jest on najwyższą instancją odwoławczą w sprawach objętych jurysdykcją sądów zwykłych wszystkich rodzajów.
Sądy wyspecjalizowane zajmują się sprawami z zakresu: prawa administracyjnego, prawa pracy, socjalnego, finansowego i patentowego. Podobnie jak sądy zwykłe, zorganizowane są hierarchicznie:
- Sądy administracyjne składają się z sądów lokalnych, wyższych i Federalnego Sądu Administracyjnego (Bundesverwaltungsgericht). Do nich mogą zwracać się obywatele ze skargą na działania jakichkolwiek organów administracji państwowej i samorządowej.
- Sądy pracy funkcjonują na trzech szczeblach i rozpatrują kwestie spraw związanych z prawami pracowniczymi.
- Sądy socjalne również posiadają strukturę trójstopniową i do nich kierowane są kwestie związane z zabezpieczeniami społecznymi, wypłacaniem rozmaitych zasiłków itd.
- Sądy finansowe lub fiskalne rozpatrują sprawy związane z podatkami i funkcjonują w strukturze dwupoziomowej.
- Federalny Sąd Patentowy z siedzibą w Monachium, zajmujący się m.in. prawami własności do wynalazków.

Każdy kraj związkowy posiada własny sąd konstytucyjny. Wyjątkiem tutaj jest Szlezwik-Holsztyn. Sądy te zajmują się rozstrzyganiem o zgodności aktów prawnych niższej rangi z aktami wyższej rangi. Sądy te są administracyjnie niepodległe i finansowo autonomiczne, nieuzależnione od jakiejkolwiek władzy rządu. Ponadto istnieje Federalny Trybunał Konstytucyjny w Karlsruhe.

### Federalny Trybunał Konstytucyjny

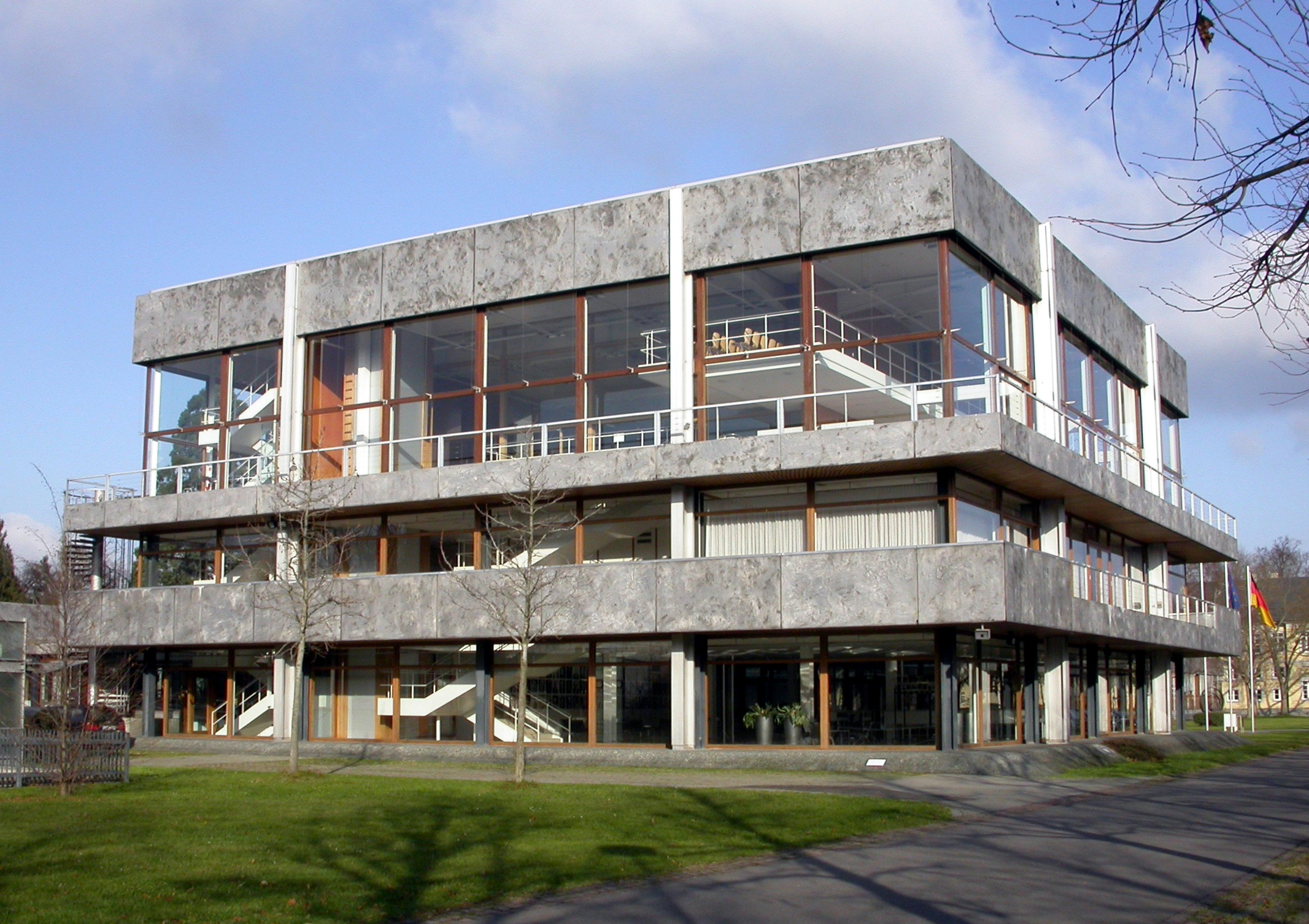
Siedziba Federalnego Trybunału Konstytucyjnego w Karlsruhe – widok od południa

Federalny Trybunał Konstytucyjny (niem. Bundesverfassungsgericht) to organ złożony z dwóch senatów, spośród których każdy liczy 8 sędziów. Wybierają ich po połowie obie izby parlamentu, na kadencję trwającą 12 lat.
Trybunał ma trzy główne funkcje:
- rozstrzyganie o sporach kompetencyjnych pomiędzy konstytucyjnymi organami władzy,
- badanie zgodności z konstytucją działań organów państwowych, partii politycznych oraz prywatnych osób prawnych,
- badanie zgodności ustaw i innych aktów z konstytucją.

Faktyczna rola prawodawstwa Trybunału Konstytucyjnego w regulowaniu systemu politycznego w Niemczech jest wobec lapidarności niemieckiej konstytucji bardzo duża.

## Podział terytorialny i administracja publiczna
Poza krajami związkowymi, Niemcy podzielone są na mniejsze jednostki administracji zarówno rządowej, jak i samorządowej. Podział nie jest taki sam w każdym kraju związkowym, co wynika z uwarunkowań historycznych i kulturowych. W uproszczeniu, hierarchia jednostek administracyjnych przedstawia się następująco:
- kraje związkowe (niem. Land) – 16 krajów związkowych, na terytorium każdego ograniczona państwowość (izby parlamentarne, rządy, sądy krajowe, trybunały konstytucyjne), federalizm jest nienaruszalny, ale nie układ geograficzny krajów związku,
- powiaty (niem. Kreis) – przede wszystkim ziemskie (niem. Landkreis lub Kreis – w zależności od regionu), ale także i grodzkie (niem. Stadtkreis lub Kreisfreie Stadt), liczące sobie od 60 do 600 tys. mieszkańców, obecnie 439 powiatów (z czego ziemskich – 323). Powiaty mają charakter jednostek jednocześnie zarówno samorządowych, jak i rządowych. Na czele każdego stoi starosta (niem. Landrat lub jeśli jest to kobieta Landrätin), będący także przedstawicielem zarówno władz rządowych, jak i organem samorządu terytorialnego,
- gminy (niem. Gemeinde) – jednostki samorządu terytorialnego. Gminy mogą posiadać status gmin zwykłych (wiejskich), miast (Stadt) lub prawa targowe (Markt, Flecken) – poza nazwą nie wiążą się z tym jednak żadne przywileje. W gminach organem legislacyjnym są rady (niem. Rat), pochodzące z wyborów powszechnych. Na czele rady w gminie stoi burmistrz (niem. Bürgermeister). W Niemczech północnych burmistrz jest jednocześnie przewodniczącym rady, wybieranym przez nią. Natomiast w Niemczech południowych burmistrz wybierany jest przez obywateli, tam nie stoi on na czele rady. W przypadku gmin miejskich bywa kilku burmistrzów, najważniejszy z nich nosi tytuł nadburmistrza (niem. Oberbürgermeister) lub pierwszego burmistrza (niem. Erster Bürgermeister); w niektórych miastach pierwszy burmistrz jest zastępcą nadburmistrza. Istnieją terytoria nienależące do żadnej gminy (niem. Gut), podlegające bezpośrednio powiatom.

W niektórych krajach związkowych ponad powiatami znajdują się jeszcze rejencje (niem. Regierungsbezirk), które są przedstawicielstwami administracji rządowej. Wyjątkiem jest tutaj Bawaria, gdzie równolegle do rejencji istnieją identyczne terytorialnie okręgi (niem. Bezirk), będące jednostkami samorządowymi.
Dwa kraje związku o charakterze miast wydzielonych (Berlin i Hamburg) nie dzielą się na powiaty ani gminy, zadania wszystkich jednostek do szczebla krajowego są zunifikowane. Kraj związkowy Brema dzieli się na dwa powiaty grodzkie.

## System partyjny
System partyjny w Niemczech jest stosunkowo stabilny. Najważniejsze partie polityczne obecnie to: Unia Chrześcijańsko-Demokratyczna (Christlich Demokratische Union Deutschlands, CDU), Unia Chrześcijańsko-Społeczna (Christlich-Soziale Union in Bayern, CSU), Socjaldemokratyczna Partia Niemiec (Sozialdemokratische Partei Deutschlands, SPD), Wolna Partia Demokratyczna (Freie Demokratische Partei, FDP), Die Linke (Lewica) i Sojusz 90/Zieloni (Bündnis 90/Die Grünen). Kilkanaście mniejszych partii i ugrupowań ma także swoje reprezentacje w landtagach.
W pierwszych latach po wojnie, w Niemczech Zachodnich panował system umiarkowanie wielopartyjny, z dwiema partiami dominującymi (CDU-CSU i SPD). Jednak w latach 1953–1957 partią dominującą stała się CDU-CSU, bez której udziału niemożliwe było utworzenie rządu. W owym czasie najczęściej jej partnerem koalicyjnym było FDP. Poczynając od 1961 roku, w Niemczech wykształcił się na szczeblu federalnym tzw. system dwuipółpartyjny – u sterów władzy zmieniały się CDU-CSU i SPD, które zawierały koalicje z FDP. System ten trwał w zasadzie do połowy lat 90. XX wieku, gdy znaczenia nabrała inna mniejsza partia – Zieloni. W latach 2005–2009 władzę sprawowała tzw. wielka koalicja – zjednoczone siły obu wielkich partii: chadeków i socjaldemokratów.